# 曼怛羅

天城文的唵

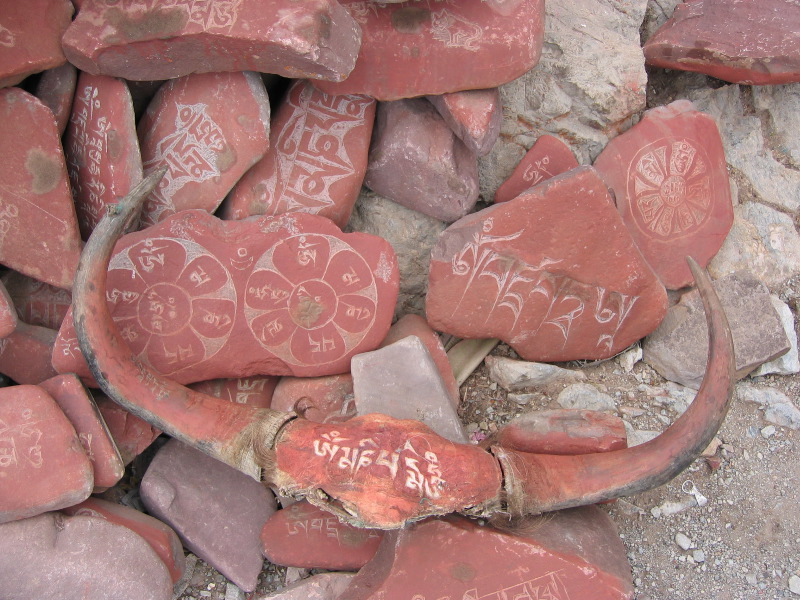
西藏喇嘛用以冥想的在石头上刻的符咒

曼怛羅（拉丁轉寫：mantra；巴利語：manta；藏語：སྔགས，轉寫：sngags），又音譯作滿怛羅、曼特羅、曼怛囉、滿怛囉、曼特囉、漫怛攞等，譯為真言、咒、神咒、密咒、禁咒、秘密語、梵頌，指据称能够“创造变化”的音、音节、词、词组、句子、段落。它们的用途与类型依照与曼怛羅相关的學派和理論而变化。曼怛羅起源于印度吠陀传统，後來逐渐成为印度教的传统的重要组成部分，在佛教，锡克教和耆那教中也有用到。它常被用来祈福、消災、驱魔等，但實際上不同教派之间曼怛羅的用途、结构、重要性都存在差異，並不存在一種普世的曼怛羅，對曼怛羅的定義都充滿了爭議。

## 語源學
梵語中的“曼怛羅”來自原始印歐語mén-trom，其中“man”的意思是“思考”，後綴“tra”說明它是一種工具，因此“曼怛羅”的字面意思即“思考的工具”。 它出現在公元前1000年以前。